# 紐夫萊省

紐夫萊省（西班牙語：Provincia de Ñuble，西班牙語發音：[ˈɲuβle]）是智利曾經的一個省份，位於該國中部，由比奧比奧大區負責管轄，首府設於奇廉，面積13,178平方公里，2002年人口438,103，人口密度每平方公里33.2人。2018年，紐夫萊省升格為大區。